# Деречинский сельсовет
Деречинский сельсовет — административная единица на территории Зельвенского района Гродненской области Республики Беларусь. Административный центр — агрогородок Деречин.

## Состав
Деречинский сельсовет включает 14 населённых пунктов:
- Александрия — деревня.
- Алексичи — деревня.
- Бибики — деревня.
- Большая Угринь — деревня.
- Валькевичи — деревня.
- Грабово — деревня.
- Деречин — агрогородок
- Долгополичи — деревня.
- Золотеево — деревня.
- Кривичи — деревня.
- Малая Угринь — деревня.
- Морочи — деревня.
- Пеляжин — деревня.
- Савичи — деревня.

## Организации и предприятия
- КСУП «Бородичи»
- КСУП «Голынка»

## Культура
- Музейная комната истории Деречина
- Экологический музей «Природа и человек» УПК Деречинского д/с-СШ в аг. Деречин
- Отдел ремесел и традиционной культуры Зельвенского районного центра культуры и народного творчества

## Достопримечательность
- Костёл Вознесения Девы Марии (1913 г.) в аг. Деречин
- Спасо-Преображенская церковь (1865 г.) в аг. Деречин